# Очковая крачка
Очковая крачка (лат. Onychoprion lunatus) — вид морских птиц из семейства чайковых (Laridae). Подвидов не выделяют. Ранее его относили к роду крачек (Sterna).

## Описание
Очковая крачка достигает длины 35—36 см. Макушка чёрного цвета, белая надбровная дуга в форме полумесяца тянется ото лба. Чёрная полоса проходит от уголка клюва до затылка, пересекая глаз. Щеки, горло, шея и нижняя часть тела белые. Спина и надхвостье серые с легким коричневатым оттенком. Крылья и хвост серые. Клюв и ноги чёрные.

## Биология
Очковая крачка питается в основном рыбой и кальмарами. Добывает пищу преимущественно у берега, часто с другими крачками,  ныряя в воду с головой; часто следует за стаями тунцов, питаясь потревоженными хищниками мелкими рыбами. Период размножения продолжается с февраля по сентябрь, размножается на океанических островах на невысоких морских утесах, песчаных пляжах или голых коралловых или скалистых островах.

## Распространение
Очковая крачка распространена в тропических областях Тихого океана от Гавайских и Марианских островов на севере до островов Феникс и Лайн на юге и Тубуаи, Туамоту и Фиджи на востоке.